# 文化村通り
文化村通り（ぶんかむらどおり）は、東京都渋谷区道玄坂にある通り。

## 概要
渋谷スクランブル交差点先にある商業ビル・109（いちまるきゅう）前の道玄坂下交差点から東急百貨店本店 / Bunkamura前に至る、全長約250mである。道玄坂下交差点から東急百貨店本店に向かって緩やかな上り坂となっている。
1989年（平成元年）に開業した再開発施設・Bunkamura（文化村）に因んだ愛称・俗称であり、それ以前には東急本店通り（とうきゅうほんてんどおり）と呼ばれていた。沿道は渋谷を代表する商業地区のひとつとなっており、多くの飲食店や商店、雑居ビルなどが並んでいる。